# Stearato di alluminio
Lo stearato di alluminio è il sale di alluminio dell'acido stearico.
A temperatura ambiente si presenta come un solido bianco inodore, combustibile e praticamente insolubile in acqua.

## Produzione
Viene preparato per reazione tra l'idrossido di alluminio (o l'isopropilato di alluminio) e l'acido stearico
{\displaystyle {\ce {Al(OH)3 + 3 C18H36O2 -> Al(C18H35O2)3 + 3 H2O}}}

## Impieghi
Lo stearato di alluminio è usato in molte applicazioni come addensante. È aggiunto in sospensione a vernici, inchiostri, inchiostri da stampa e prodotti per la pulizia per aumentarne la viscosità. 
È utilizzato come modificante della gomma e delle materie plastiche e nelle finiture di tessuti rivestiti. In forma di polvere è usato come lubrificante e nella produzione di prodotti antiruggine e antischiuma.
Viene inoltre utilizzato per l'impermeabilizzazione di materiali assorbenti come carta, tessuti e cemento. In medicina è usato come agente gelificante e per aumentare la viscosità delle preparazioni.